# Frank Dooley
Frank Martin Dooley (* 21. März 1929 in New Haven, Connecticut; † 14. November 2022) war ein US-amerikanischer Schwimmer.
Frank Dooley war Sohn eines Kriegsversehrten des Zweiten Weltkriegs, der ihn am Beginn seiner Karriere aus dem Rollstuhl am Beckenrand trainierte.
Bei den Olympischen Spielen 1952 in Helsinki qualifizierte sich die US-Staffel mit Wally Wolf, Donald Sheff, Frank Dooley und Burwell Jones mit der hinter den Japanern zweitbesten Zeit für das Finale. Im Staffelfinale traten vier Schwimmer an, die im Vorlauf nicht dabei gewesen waren. Wayne Moore, William Woolsey, Ford Konno und James McLane gewannen die Goldmedaille in 8:31,1 Minuten mit zwei Sekunden Vorsprung vor den Japanern. Die Schwimmer aus dem Vorlauf erhielten nach den damaligen Regeln keine Medaille.
Frank Dooley schloss sein Betriebswirtschaftsstudium an der Ohio State University ab. Danach studierte er Jura an der University of Connecticut. Er war etwa fünfzig Jahre lang als Jurist in Connecticut tätig.